# Reichsverweser
Reichsverweser is een titel uit de Duitse geschiedenis. Een Reichsverweser vervangt een vorst tijdens diens afwezigheid, of na diens dood. Een ander woord is Regent. 
De Duitse uitdrukking komt uit het Oudhoogduits: firwesan, iemand vertegenwoordigen. In het Duits wordt de term soms gebruikt voor regenten uit andere landen, vooral bepaalde gevallen in de Zweedse geschiedenis en voor het Hongaarse staatshoofd van 1920-1944. 

## Duitsland
Met betrekking tot de Duitse geschiedenis denkt men in eerste instantie aan de Reichsverweser aartshertog Johan van Oostenrijk. Deze oom van de toenmalige Oostenrijkse keizer werd op 28 juni 1848 gekozen tot voorlopig staatshoofd van het revolutionaire Duitse Rijk. De Bondsdag, het orgaan van de Duitse Bond, beëindigde zijn activiteiten ten gunste van Reichsverweser Johan (12 juli).
Johan benoemde een rijksoverheid en tekende de rijkswetten. Johan diende in die functie ook na het einde van de Nationale Vergadering van Frankfurt in mei 1849. Op 20 december 1849 droeg hij zijn bevoegdheden over aan een federale commissie, waarvan de leden door Oostenrijk en Pruisen waren benoemd. Ook achteraf werd de rijksoverheid nooit onwettig of onrechtmatig verklaard, vanwege het officieel besluit van de Bondsdag.
De term Reichsverweser kwam ook voor tijdens de Novemberrevolutie van 1918. Rijkskanselier Max van Baden (de regeringsleider) verkondigde de afdanking van de keizer. Max droeg zijn ambt over aan de sociaaldemocraat Friedrich Ebert (tegen de bepaling van de grondwet, want alleen de keizer kon een rijkskanselier benoemen). Max werd gevraagd of hij voor een overgangstijd Reichsverweser wilde worden. In die overgangstijd kon men een besluit nemen of Duitsland een monarchie of een republiek moest zijn. Max weigerde echter omdat volgens hem de revolutie dit niet meer toeliet. Daardoor was er geen staatshoofd zodat de revolutionairen dit gat moesten opvullen.
In 1943/44 voorzagen de plannen van de Kreisauer Kreis in een nieuwe regering om een einde te maken aan de regering van Adolf Hitler. Generaal Ludwig Beck werd voorzien als voorlopig staatshoofd, met de titel Reichsverweser. De aanslag op Hitler van 20 juli 1944 mislukte echter.

## Hongarije
Nadat de Roemeense troepen de Hongaarse Radenrepubliek ten val hadden gebracht in de Hongaars-Roemeense Oorlog, nam Miklós Horthy met zijn Nationaal Leger de controle over Hongarije over vanaf november 1919. De Hongaarse Rijksdag herstelde op 1 maart 1920 het Koninkrijk Hongarije en verkoos Horthy tot staatshoofd van Hongarije. Hoewel Hongarije een koninkrijk was, werd Horthy Reichsverweser of regent (Hongaars: kormányzó). Het regentschap van Horthy duurde tot 1944.